# Platte Południowa
Platte Południowa (ang. South Platte River) – rzeka w Stanach Zjednoczonych, w stanach Kolorado i Nebraska. Stanowi jedną z dwóch rzek źródłowych (druga to Platte Północna) tworzących rzekę Platte. Jej długość wynosi 628 km.
Platte Południowa, odwadniająca wschodnią stoki tych części Gór Skalistych położonych w stanie Kolorado, wypływa z pasma Park Range. Płynie w kierunku północno-zachodnim na Wielkie Równiny, gdzie łączy się z Platte Północną. Ważniejsze miasta położone nad rzeką to Denver (zob. 19th Street Bridge) i Greeley.
Rzeka stanowi ważne źródło wody dla wschodniej części stanu Kolorado. W jej dolinie rozwinęło się rolnictwo.